# Веї (античне місто)
Веї (лат. Veji, італ. Veio) — стародавнє прикордонне місто етрусків на північ від Риму (прибл. 16 км), що було розташоване на Кремері — притоці Тибра.
Існувало з часу Віланової культури, як важливий центр Середньої Італії. За легендою його заснував син Нептуна Алез. З V століття до н. е. римляни систематично вели війни проти міста Веї, що закінчилися руйнуванням міста у 396 до н. е армією римського полководця Камілла. До руйнування римлянами був найбільшим містом Європи з населенням близько 350 тис. осіб. Пізніше місто було відновлено імператором Августом.
Розпочаті у XIX ст. розкопки розкрили акрополь з залишками фортечних стін і будинками, храм VI ст. до н. е., великий басейн, чудові етруські скульптури Аполлона і Гермеса, безліч поховань.
У наші дні це місце є захищеною територією, частиною парку Вейо, заснованого регіональною владою Лаціо в 1997 році. Знаходиться на Ізола Фарнезе, в комуні Рим. Багато інших об'єктів, пов'язаних із містом-державою Вей, знаходяться у Формелло, на півночі.

## Хроніка міста
- 8 ст. до н. е. — перше поселення етрусків
- 650 р. до н. е. — перші храмові споруди міста
- 474 р. до н. е. — перша війна з Римом
- 438—425 р.до н. е. — друга війна з Римом
- 428 р. до н. е. — смерть Ларса Толмуніуса, царя Веї
- 406 р. до н. е. — початок третьої війни та облоги римлянами
- 396 р. до н. е. — зруйнування міста
- I ст. до н. е. — відбудова міста за Октавіана Августа
- V ст. н. е. — остаточне зруйнування міста.

## Розташування

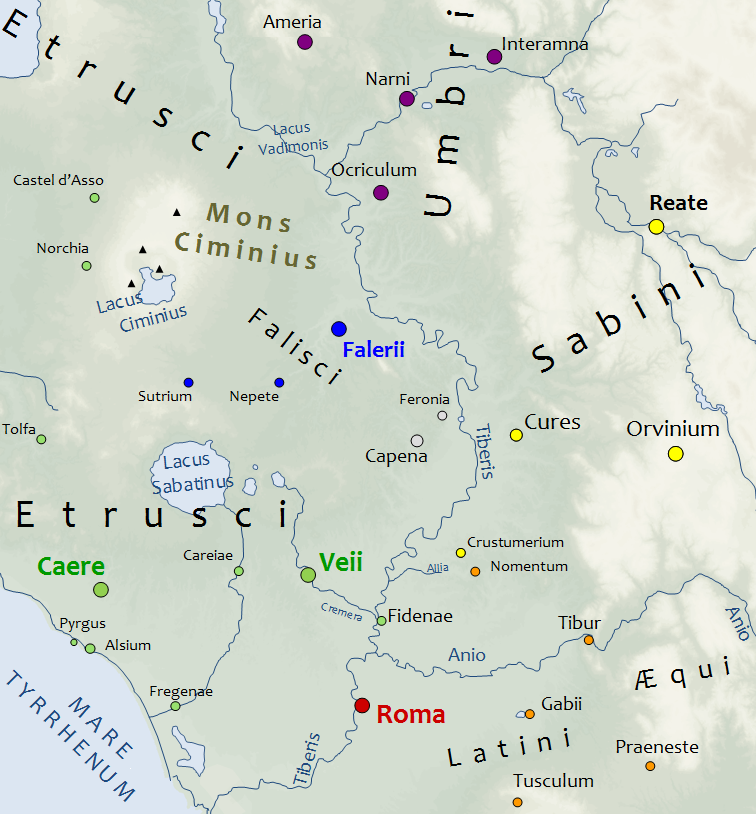
Околиці Вейї в 450 р. до н.е

### Місто Веї
Місто Веї розташоване в основному на туфовому плато площею 190 га
Веї завдяки близькості до Тибру і його торговим шляхам до внутрішніх районів, якою була Фламінієва дорога, закріпила його розвиток та процвітання, але також поставили його в конкуренцію з Римом за владою над Лацієм.
Храм Юнони був найбільшим і найшанованішим у місті Веї.
Найбільш помітною пам'яткою є святилище Мінерви з VII ст.до н. е., воно розташоване біля важливого маршруту недалеко від міста (у сучасному Портоначчо). Святилище було одним із найстаріших і найшанованіших в Етрурії, виділяючись розкішними різноколірними керамічними прикрасами, багато з яких сьогодні можна побачити на віллі Джулія. Святилище включало і храм Аполлона близько 510 р. до н. е., в який знаходився Аполлон Вейський (нині в Національному етруському музеї).
Найбільш разючі термальні ванни та площа, побудовані за Октавіана Августа, були частково розкопані в останні роки.
Велика кількість багатих курганів і камерних гробниць було знайдено. Найвідомішим є Гротта Кампана, відкрита в 1843 році, камерна гробниця з найдавнішими відомими етруськими фресками.

## Історія

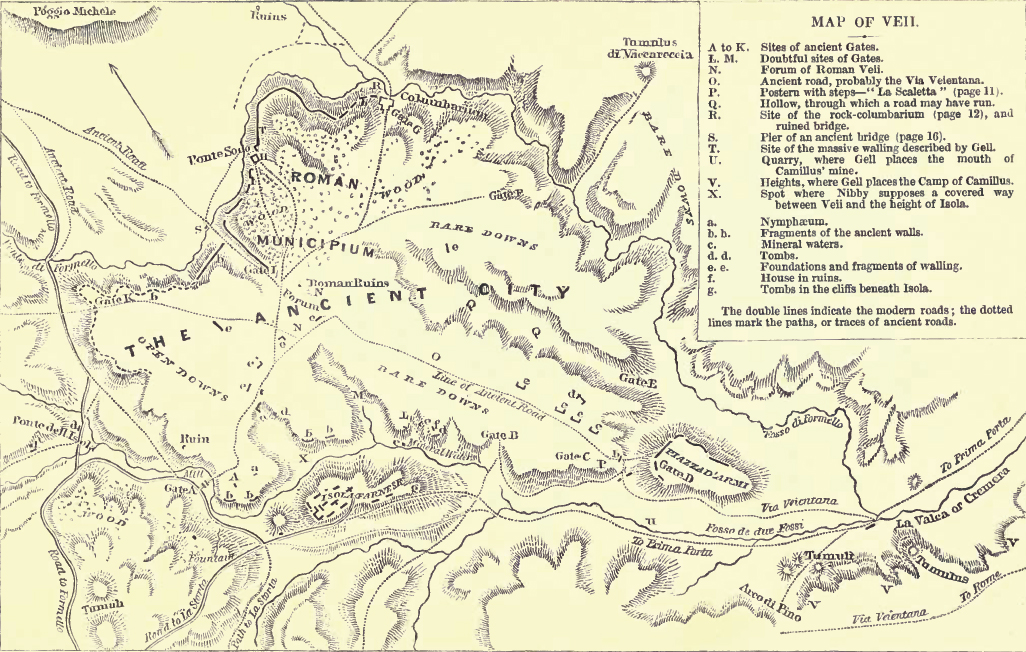
Розташування Веї

### Рання історія
Найраніші докази заселення за демографічним аналізом, включно з цвинтарями, датуються з 10 століття до н. е., в епоху пізньої бронзи.. Малі поселення були розкидані на ширшій території, ніж плато. Населення плато в Веї було стабільним і становило близько 1000 осіб.. У IX ст. до н. е., ранній залізній добі (культура Вілланова), знахідки розташовані на плато, але, як видається, пов'язані з незалежними поселеннями, кожне з яких має своє кладовище. Заселення плавно збільшувалося у VIII (залишок Віллановану) та VII (період орієнталізації) ст. до н. е. через конурбацію поселень, коли місто почало розвиватися та набуло міського вигляду з міськими кварталами, розташованими навколо центральної площі, яка містила цистерну з водою. Ці докази показують те, що місто Веї було сформовано у своїй класичній формі у VII ст.до н. е. населенням, можливо, етрусками, які вперше у X ст. до н. е. поселилися там.

### Конфлікт з Римом

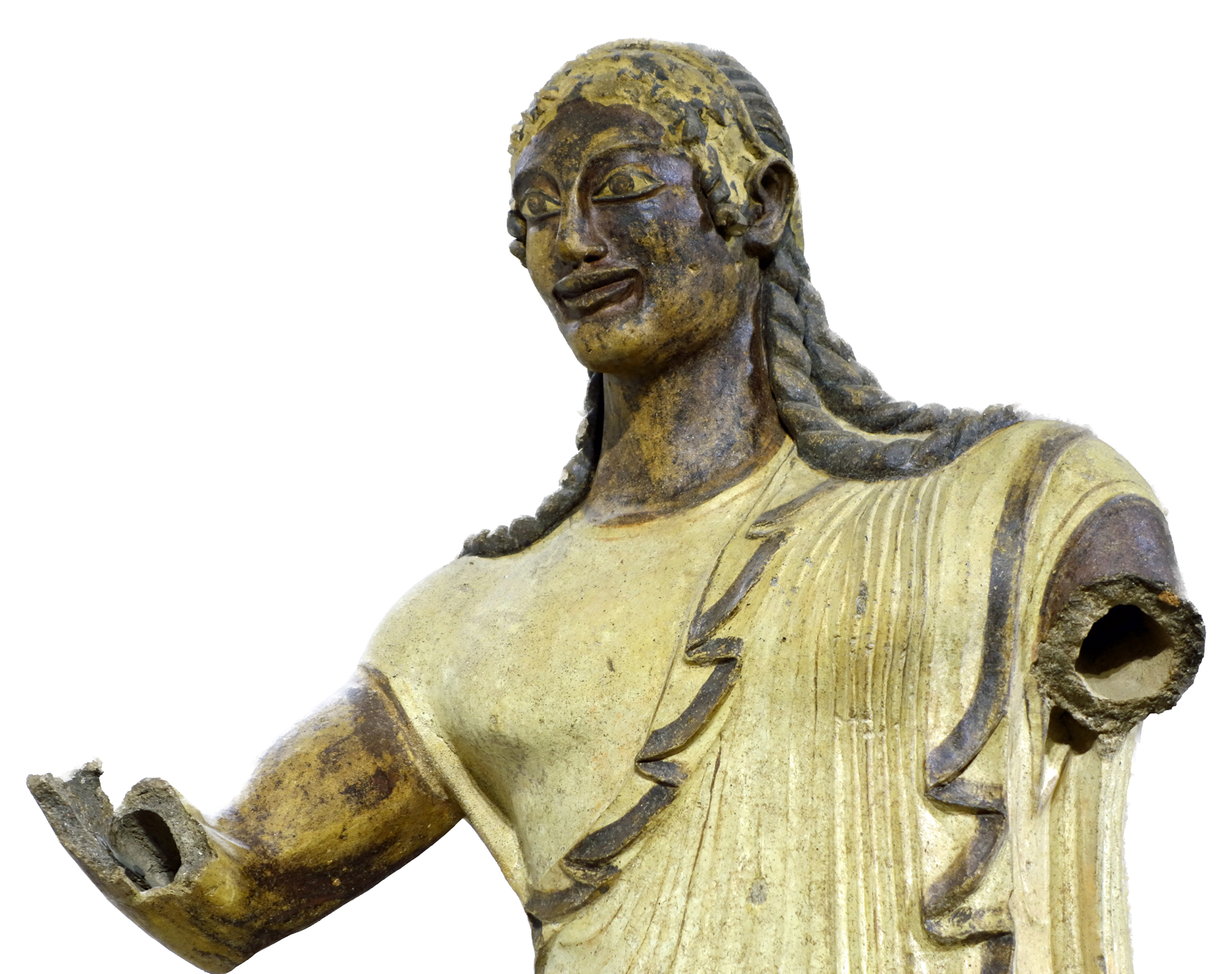
Аполлон Вейський, датований приблизно 510 р. до н. е., у музеї Вілла Джулія в Римі

Історія Веї, як і всіх інших італійських міст в перших століттях, ненадійна. За словами Лівія (написаними 700 років потому), Фідени і Веї зазнали поразки у війні з Римом під час правління міфічного першого царя Риму Ромула, у VIII столітті до н. е.
Найвідомішим королем Веїв був Ларс Толумній, який спровокував війну з Римом у 438 році до н. е.. Сусідня римська колонія Фідени стала проти Риму і об'єдналася з Веї. Рим оголосив війну Веям і відправив Луція Сергія з армією, яка виграла битву, але втрати римлян були настільки високі, що було оголошено надзвичайний стан. Наступна запекла боротьба з веянамми в 437 р. до н. е., підкріплена контингентом з міста Фалерії була нерішучою, поки трибун Авл Корнелій Косс не скинув Толумнія з коня і не вбив його своїм списом.
У 396 до н. е. місто зруйноване і пограбоване армією римського полководця Камілла, жителі поневолені, а володіння Вей оголошені громадською землею (лат. ager publicus).

### Подальша історія
Завоювання Веї мало суттєві наслідки для Риму. Його територія розширилася внаслідок створення чотирьох нових триб, що значно збільшило фонд громадської землі та дозволило перейти до широкомасштабної роздачі її римським громадянам. Також римляни отримали доступ до каменоломень, будівельний матеріал з яких, починаючи з IV ст. до н. е. використовувався (поряд із місцевими породами каменю) для міського будівництва та зведення оборонних стін (так званий Сервіїв мур).
З того часу це місце було порожнім, до Юлія Цезаря, який оселив тут своїх ветеранів. Веї були відновлені тільки за Октавіана Августа (згідно із Светонієм, тут знаходився маєток Лівії Друзілли, останньої дружини Августа), при Тіберії Веї отримали права муніципії. Остання звістка про місто сягає IV століття н.е.